# Jorge Lizarbe Valiente
Jorge Lizarbe Valiente (1914-1975) fue un catedrático, periodista, escritor, poeta y orador peruano que ejerció la docencia por más de 30 años. Fue uno de los fundadores del Sport Boys del Callao y formó parte de la escuadra rosa que realizó una brillante campaña futbolística obteniendo el honroso título de campeón juvenil de 1930 y los de Tercera y Segunda Amateur en 1930 y 1931 respectivamente. 

## Obras
Es autor de las obras :  
- El Corazón de San Martín  premiada con la medalla de oro en el concurso histórico literario de la municipalidad de Pisco (Perú) y el Instituto Sanmartiniano.
- Callao pueblo de Civismo y Tradición,
- El combate del 2 de mayo,
- Páginas para la juventud"  primera y segunda edición
- Veinte poemas de amor.
- La madre en la formación del hombre, donde se encuentran sus más celebrados versos:  Canto al Callao, Maestro, Madre, y el que el por el cual es considerado visionario Machu Picchu en donde revela en una de sus estrofas :"Oh Machu Pichu, como una de las grandes Maravillas de este mundo yo te veo". En estos últimos años Machu Pichu ha llegado a ser considerada como una de las siete maravillas del mundo.

También fundó numerosas instituciones juveniles de cultura entre ellas, el club de literatura peruana "José Gálvez", el círculo cultural Callao y el Club del periodismo del Colegio Militar. Fue miembro del Centro de Estudios Históricos Militares del Perú del Instituto Mariscal Libertador Ramón Castilla y del Instituto Sanmartiniano del Perú. En 1954, fue delegado del Colegio Militar Leoncio Prado, ante el primer congreso de Historia del Perú.